# RATP
Régie autonome des transports parisiens (RATP), (på dansk noget i retning af: Uafhængig myndighed for parisisk transport), er et statsejet selskab der siden 1949 har stået for driften af den offentlige trafik i Paris og omegn (Île-de-France). RATP driver både metro, sporvogne og busser samt, i samarbejde med de franske statsbaner (SNCF) også regionaltogene RER i Paris. RATP driver desuden, under navnet RATP Group, offentlige transportaktiviteter i 14 lande udover Frankrig. I Paris opererer RATP under sit eget navn, men på vegne af Syndicat des transports d'Île-de-France (STIF), der er den øverste myndighed.

## Historie
RATP blev oprettet d. 1. januar 1949, som en sammenlægning af de to tidligere selskaber, der stod for driften af Paris offentlige transport: Compagnie du chemin de fer métropolitain de Paris (CMP) (metroen) og Société des transports en commun de la région parisienne (STCRP) (busdriften).

## RATP i Paris regionen
RATPs transportnetværk i Parisregionen omfatter:
- 16 metrolinjer med i alt 302 stationer.
- 8 sporvognslinier med en samlet længde på 96 km
- Dele af pendlertogene RER; linjerne A og B med en samlet længde på 115 km.
- 351 buslinjer med en samlet strækningslængde på 3.861 km (heraf 569 km i selve Paris by).
- 2 buslinjer af typen Bus rapid transit - hurtigt fremkomlige busruter.
- Kabelbanen Funiculaire de Montmartre
- Orlyval, en førerløs metro fra l'aéroport d'Orly til RER (B) - stationen Gare d'Antony
- Forskellige andre busruter drevet af RATPs datterselskaber